# الجابرية (مصر)
الجابرية إحدى قرى مركز المحلة الكبرى التابع لمحافظة الغربية بجمهورية مصر العربية.

## التاريخ
قرية الجابرية من القرى القديمة، حيث وردت باسم «دار البقر البحرية» في أعمال الغربية ضمن قرى الروك الصلاحي التي أحصاها ابن مماتي في كتاب قوانين الدواوين، كما وردت باسم «دار البقر البحرية» في أعمال الغربية ضمن قرى الروك الناصري التي أحصاها ابن الجيعان في كتاب «التحفة السنية بأسماء البلاد المصرية»، سميت بالبحرية تمييزا عن دار البقر الأصلية (العامرية) التي فصلت هذه القرية عنها.
وردت باسم «دار البقر البحرية» في التربيع العثماني الذي أجراه الوالي العثماني سليمان باشا الخادم في عصر السلطان العثماني سليمان القانوني ضمن قرى ولاية الغربية، وفي تاريخ 1228هـ/1813م الذي عدّ قرى مصر بعد المسح الذي قام به محمد علي باشا باسم «دار البقر البحرية» ضمن قرى مديرية الغربية. طلب عمدة القرية محمد السيد الجبار تغيير اسمها إلى الجبارية لاستهجان الاسم القديم فصدر قرار تغير اسمها إلى الجابرية في سنة 1351هـ/1932م.

## التعليم
تصل نسبة الأمية في القرية إلى 48.66% بين من تجاوزوا العاشرة من عمرهم، بينما تصل نسبة من حصلوا على تعليم جامعي إلى 2.82% من جملة السكان.

## السكان
بلغ عدد سكان الجابرية 15,490 نسمة حسب تقدير عام 2018.
| السنة  | 1882 | 1897 | 1907 | 1927 | 1947 | 1960 | 1976 | 1986 | 1996   | 2006   | 2018   |
| ------ | ---- | ---- | ---- | ---- | ---- | ---- | ---- | ---- | ------ | ------ | ------ |
| القرية | 1247 | 1615 | 1929 | 2345 | 3134 | 4591 | 6361 | 8761 | 11,124 | 13,010 | 15,490 |